# Emanuele Testardi
Emanuele Testardi (Roma, 31 dicembre 1990) è un calciatore italiano, attaccante del Montebello.

## Caratteristiche tecniche
Prima punta molto fisica, fa della sua altezza e del suo fisico (1,91 cm, 84 kg) un pericolo per le difese avversarie nelle punizioni e sui corner. Ha buone qualità offensive ed un ottimo tocco di palla; all'occorrenza può ricoprire il ruolo di seconda punta.

## Carriera

### Club

#### Gli inizi
Cresciuto nella Libertas Centocelle società della periferia di Roma e successivamente nel Pescara. Con gli abruzzesi debutta nel calcio professionistico nella stagione 2008-2009, collezionando 6 presenze senza gol nel campionato di Lega Pro Prima Divisione.
Nell'estate del 2009 si trasferisce alla Sampdoria in prestito, venendo inizialmente aggregato alla formazione Primavera dei blucerchiati, per poi esordire in Serie A il 28 febbraio 2010, subentrando al 62º minuto al posto di Stefano Guberti nella partita Parma-Sampdoria, finita 1-0 per gli emiliani.
Nell'arco della stessa stagione partecipa ad altre 4 gare di campionato, sempre da subentrato, senza segnare.
Il 25 giugno 2010 la Sampdoria riscatta interamente il cartellino del giocatore.

#### Vari prestiti in Italia
Il 28 luglio 2010 si trasferisce in prestito al Gubbio in Lega Pro Prima Divisione, dove gioca 11 partite di Campionato e due di Coppa Italia Lega Pro fino al trasferimento di gennaio.
Il 31 gennaio 2011, ultimo giorno della sessione invernale di calciomercato, passa in prestito al Foligno. Il successivo 5 febbraio la squadra umbra si vede annullare il tesseramento in quanto, prima di trasferirsi dalla Sampdoria al Gubbio, il 1º luglio 2010 l'attaccante era passato dal Pescara alla società genovese, dunque per lui il Foligno sarebbe stata la terza società di appartenenza in una stessa stagione sportiva, eventualità proibita dalle norme vigenti. Per questo motivo, Testardi ha dovuto fare ritorno alla Sampdoria. Non rientrando nei piani dei tecnici Mimmo Di Carlo prima ed Alberto Cavasin dopo non collezione nessuna presenza in prima squadra, dando una mano però nella formazione primavera nella quale segna 5 reti in 7 incontri.
Nella stagione 2011-2012 viene ceduto in prestito al Pergocrema in Lega Pro Prima Divisione; il 18 settembre 2011 segna il suo primo gol fra i professionisti, in occasione della partita Latina-Pergocrema 1-2.
Il 14 gennaio 2012 l'attaccante lascia il Pergocrema (14 presenze e 4 gol) per trasferirsi al Siracusa, dove il 22 gennaio esordisce subentrando dalla panchina al 78º minuto e mettendo a segno dopo meno di 1 minuto il suo primo gol con la maglia aretusea nella sfida Siracusa-Triestina 2-0. Conclude la stagione 2011-2012 con 27 presenze e 8 gol in Lega Pro Prima Divisione tra Pergocrema e Siracusa.
Il 19 luglio 2012 viene ceduto, in prestito con diritto di riscatto e controriscatto a favore della Samp, al Lanciano in Serie B; il 12 agosto esordisce con i Frentani nella gara di Coppa Italia Crotone-Lanciano 3-2, nella quale Emanuele realizza il gol del momentaneo vantaggio per 1 a 0.
Il 25 agosto 2012 esordisce invece in Serie B nella gara Padova-Lanciano 1-1, giocando la gara dal primo minuto.
Il 31 gennaio 2013, dopo aver collezionato solo 9 presenze con la Virtus, si trasferisce a titolo definitivo, con opzione per la partecipazione a favore della Samp, al Südtirol-Alto Adige in Lega Pro Prima Divisione. Il 4 febbraio 2013 esordisce con la maglia dei Tirolesi nella partita Südtirol-Lumezzane (4-2) subentrando al 79º minuto e siglando 3 minuti dopo il gol del provvisorio 4 a 1. Conclude la stagione con 11 presenze con 2 gol in Campionato e 2 presenze nei play-off promozione.
Il 17 giugno 2013 la Sampdoria comunica di aver raggiunto un'intesa con il Südtirol-Alto Adige per la risoluzione consensuale dell'accordo di partecipazione con relativa cessione di contratto del calciatore. I diritti sportivi dell'attaccante tornano pertanto di proprietà della Samp.

#### L'esperienza in Ungheria
Il 1º luglio 2013 la Samp comunica la cessione in prestito di Emanuele alla squadra ungherese dell'Honvéd guidata da Marco Rossi, dove va ad aggiungersi alla colonia italiana composta dai connazionali Raffaele Alcibiade e Andrea Mancini
L'11 luglio 2013 segna una tripletta nel 9-0 con cui l'Honvéd batte i montenegrini del Čelik Nikšić nel ritorno del primo turno preliminare di Europa League, il suo debutto in campionato avviene alla prima giornata nella sconfitta casalinga subita per 3-1 a favore del Kecskemét. Nel corso della stagione segna sia in Coppa d'Ungheria che una doppietta in Coppa di Lega ungherese dove segna i primi due gol nel match che finirà 5-3 per la sua squadra ai danni del Cegléd, Conclude la stagione con un totale di 18 presenze e sette reti realizzate.

#### Il ritorno in Italia
Il 16 luglio 2014 viene acquistato a titolo definitivo dalla Lupa Roma in Lega Pro.
Il 31 agosto 2014 segna entrando dalla panchina, durante la prima giornata del campionato di Lega Pro, contro il Lecce ad Aprilia. La partita finirà 2-1 per i padroni di casa. Si tratta del primo gol in assoluto in un campionato professionistico per la squadra laziale.
Il 21 gennaio 2015 passa all'Arezzo. Fa il suo esordio con la squadra toscana il 25 gennaio, nella partita persa 1-0 a Sassari contro la Torres, subentrando al 46º minuto al posto di Yaisien, e venendo poi espulso al novantesimo. Dopo esser passato al Siracusa e aver messo a segno 4 reti in 9 presenze si trasferisce al Potenza nel campionato di Serie D.
Segna il suo primo gol con la maglia rossoblu all'esordio, nella partita Potenza-Pomigliano, segnando il 2-1 definitivo su rigore.
Nella stagione 2016-2017 rimane sempre in Serie D trasferendosi però al San Severo Fa il suo esordio in Coppa Italia Serie D il 20 agosto nel match esterno perso per 1-0 contro il Gravina, in campionato esordisce alla prima giornata nella sconfitta terminata 4-1 contro il Trastevere, mentre nelle successive due giornata segna i suoi primi gol rispettivamente contro Manfredonia e alla sua ex squadra ovvero il Potenza risultando in ambedue le partite decisivo per la vittoria, il 15 novembre dopo nove presenze condite con 4 reti rescinde il contratto con la squadra pugliese rimanendo svincolato.
Il 1 dicembre si accasa al Gozzano, compagine piemontese della Serie D, firmando un contratto fino al 30 giugno 2017. Fa il suo esordio tre giorni dopo nel pareggio per 1-1 contro Borgosesia e segna alla giornata successiva il gol del 2-3 nella sconfitta contro il Varese. Chiude la stagione nel Cusio con un bilancio di 12 gol in 18 presenze (marcando la migliore stagione realizzativa personale).
Il 14 luglio 2017 firma un contratto annuale con la neo promosso in Serie D Acireale. Esordisce con il club granata nel match di Coppa Italia Serie D contro il Troina vinto per 3-1 il 27 agosto, segna la sua prima rete alla terza giornata di campionato nella vittoria della sua squadra per 3-1 ai danni del Roccella. Il 9 novembre dopo 4 gol in 10 partite rescinde il contratto con i siciliani per dissidi con la dirigenza.
Dopo un periodo di prova il 2 dicembre 2017 firma un contratto fino al termine della stagione con il Crema in Serie D. Terminata anche questa esperienza con 3 reti in 6 presenze, il 18 luglio 2018 è reingaggiato dal Gozzano, frattanto promosso in Serie C, con cui però già a fine settembre rescinde il contratto dopo appena una presenza in campionato. Il 18 ottobre torna nuovamente in Serie D trovando l'ingaggio con il Casale, segna il suo primo gol nella vittoria per 2-0 contro la Caratese il 14 novembre. Il 7 dicembre dopo neanche un mese e mezzo e 7 presenze con una rete risolve il contratto col club nerostellato restando ancora una volta svincolato.

#### Gli ultimi anni
Il 30 gennaio 2019, a distanza di quattro anni dalla passata esperienza estera, vola in Australia firmando un contratto con l'Adelaide Blue Eagles, militanti nella massima serie nello Stato dell'Australia Meridionale. Nella formazione allenata dall'italiano Gianluca Lagati si mette subito in mostra fornendo ottime prestazioni, aiutando la squadra a centrare un terzo posto finale, segnando ben 10 gol in 10 partite disputate.
Dal mese di dicembre 2020, invece, è tesserato per il Canelli, società dilettantistica partecipante al campionato regionale di Eccellenza Piemonte-Valle d'Aosta, dove ha ritrovato mister Massimo Gardano, il suo allenatore degli anni trascorsi al Gozzano. Dopo inizio di stagione passato tra le file del Saluzzo, nel dicembre 2021 firma un contratto con l'Unione La Rocca Altavilla, formazione vicentina militante nel campionato di Promozione. A fine stagione vince campionato e coppa di categoria. Per la stagione 2021-2022 firma per lo Spinea, militante in Eccellenza Veneto. A gennaio si trasferisce all'Euganea Rovolon, formazione militante in Promozione, con cui retrocede al termine della stagione. Per la stagione 2023-2024 firma per la formazione vicentina del Montebello.

### Nazionale
Il 7 ottobre 2010 viene convocato da CT dell'Under-20, Francesco Rocca, in vista della gara contro la Svizzera, in programma il 12 ottobre a Cervia e valida come secondo impegno del Torneo "Quattro Nazioni". Il 12 ottobre 2010 esordisce in nazionale nella gara finita 3-0 per gli azzurrini.

## Statistiche

### Presenze e reti nei club
Statistiche aggiornate al 31 dicembre 2020.
| Stagione         | Squadra             | Campionato       | Campionato | Campionato | Coppe nazionali | Coppe nazionali | Coppe nazionali | Coppe continentali | Coppe continentali | Coppe continentali | Altre coppe | Altre coppe | Altre coppe | Totale | Totale |
| Stagione         | Squadra             | Comp             | Pres       | Reti       | Comp            | Pres            | Reti            | Comp               | Pres               | Reti               | Comp        | Pres        | Reti        | Pres   | Reti   |
| ---------------- | ------------------- | ---------------- | ---------- | ---------- | --------------- | --------------- | --------------- | ------------------ | ------------------ | ------------------ | ----------- | ----------- | ----------- | ------ | ------ |
| 2008-2009        | Pescara             | PD               | 6          | 0          | CI+CI-LP        | -+2             | -+2             | -                  | -                  | -                  | -           | -           | -           | 8      | 2      |
| 2009-2010        | Sampdoria           | A                | 5          | 0          | CI              | 0               | 0               | -                  | -                  | -                  | -           | -           | -           | 5      | 0      |
| 2010-gen. 2011   | Gubbio              | PD               | 11         | 0          | CI-LP           | 2               | 0               | -                  | -                  | -                  | -           | -           | -           | 13     | 0      |
| gen.-giu. 2011   | Sampdoria           | A                | 0          | 0          | CI              | -               | -               | UCL+UEL            | -                  | -                  | -           | -           | -           | 0      | 0      |
| Totale Sampdoria | Totale Sampdoria    | Totale Sampdoria | 5          | 0          |                 | 0               | 0               |                    | -                  | -                  |             | -           | -           | 5      | 0      |
| 2011-gen. 2012   | Pergocrema          | PD               | 13         | 4          | CI-LP           | 2               | 0               | -                  | -                  | -                  | -           | -           | -           | 15     | 4      |
| gen.-giu. 2012   | Siracusa            | PD               | 13+2       | 5+0        | CI-LP           | -               | -               | -                  | -                  | -                  | -           | -           | -           | 15     | 5      |
| 2012-gen.2013    | Lanciano            | B                | 9          | 0          | CI              | 1               | 1               | -                  | -                  | -                  | -           | -           | -           | 10     | 1      |
| gen.-giu. 2013   | Südtirol-Alto Adige | PD               | 11+2       | 2+0        | CI-LP           | -               | -               | -                  | -                  | -                  | -           | -           | -           | 13     | 2      |
| 2013-gen. 2014   | Honvéd              | NBI              | 8          | 0          | MK+MLK          | 4+3             | 2+2             | UEL                | 3                  | 3                  | -           | -           | -           | 18     | 7      |
| 2014-gen.2015    | Lupa Roma           | LP               | 8          | 3          | CI-LP           | 2               | 0               | -                  | -                  | -                  | -           | -           | -           | 10     | 3      |
| gen.-giu. 2015   | Arezzo              | 1D               | 7          | 0          | CI-LP           | -               | -               | -                  | -                  | -                  | -           | -           | -           | 7      | 0      |
| lug.-dic. 2015   | Siracusa            | D                | 11         | 4          | CI-D            | 1               | 0               | -                  | -                  | -                  | -           | -           | -           | 12     | 4      |
| Totale Siracusa  | Totale Siracusa     | Totale Siracusa  | 24+2       | 9          |                 | 1               | 0               |                    | -                  | -                  |             | -           | -           | 27     | 9      |
| dic. 2015-2016   | Potenza             | D                | 14         | 4          | CI+CI-D         | -               | -               | -                  | -                  | -                  | -           | -           | -           | 14     | 4      |
| lug.-nov. 2016   | San Severo          | D                | 9          | 4          | CI-D            | 1               | 0               | -                  | -                  | -                  | -           | -           | -           | 10     | 4      |
| dic. 2016-2017   | Gozzano             | D                | 18         | 12         | CI-D            | -               | -               | -                  | -                  | -                  | -           | -           | -           | 18     | 12     |
| ago.-nov. 2017   | Acireale            | D                | 10         | 4          | CI-D            | 1               | 0               | -                  | -                  | -                  | -           | -           | -           | 11     | 4      |
| dic. 2017-2018   | Crema               | D                | 6          | 3          | CI-D            | 0               | 0               | -                  | -                  | -                  | -           | -           | -           | 6      | 3      |
| ago.-set. 2018   | Gozzano             | C                | 1          | 0          | CI-C            | 2               | 0               | -                  | -                  | -                  | -           | -           | -           | 3      | 0      |
| Totale Gozzano   | Totale Gozzano      | Totale Gozzano   | 19         | 12         |                 | 2               | 0               |                    | -                  | -                  |             | -           | -           | 21     | 12     |
| ott.-dic. 2018   | Casale              | D                | 7          | 1          | CI-D            | 0               | 0               | -                  | -                  | -                  | -           | -           | -           | 7      | 1      |
| 2019             | Adelaide B.E.       | SAPL             | 10         | 10         | -               | -               | -               | -                  | -                  | -                  | -           | -           | -           | 10     | 10     |
| ago.-ott. 2019   | Palazzolo           | Ecc.             | 3          | 1          | CI-Dil.         | 1               | 1               | -                  | -                  | -                  | -           | -           | -           | 4      | 2      |
| dic. 2019-2020   | Pomezia             | D                | 11         | 1          | CI-D            | -               | -               | -                  | -                  | -                  | -           | -           | -           | 11     | 1      |
| dic. 2020-       | Canelli SDS         |                  |            |            |                 | -               | -               | -                  | -                  | -                  | -           | -           | -           |        |        |
| Totale carriera  | Totale carriera     | Totale carriera  | 191+4      | 58         |                 | 22              | 8               |                    | 3                  | 3                  |             | -           | -           | 230    | 69     |